# Johann von Glauburg

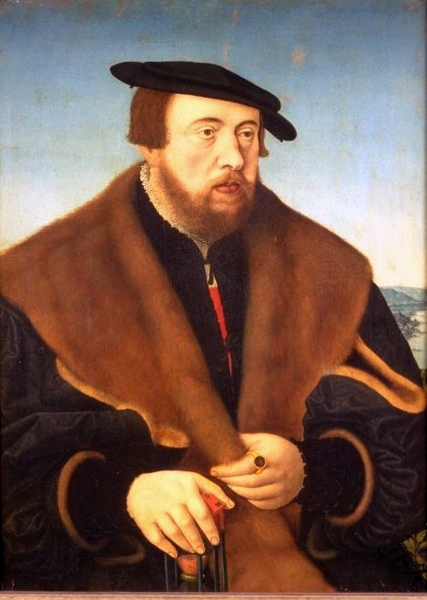
Johann von Glauburg, 1545
(Ölgemälde auf Holz von Conrad Faber von Creuznach)

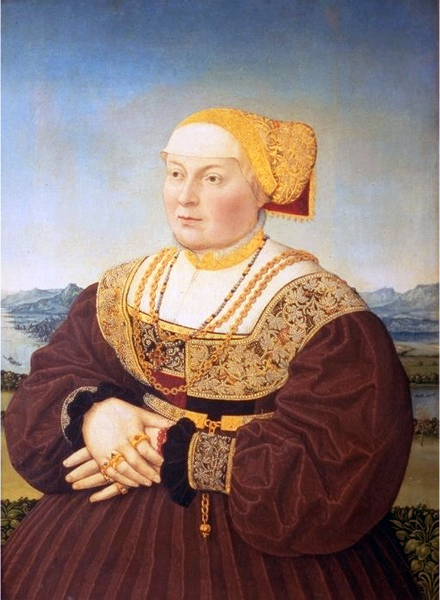
Anne von Glauburg, geborene Knoblauch, 1545
(Ölgemälde auf Holz von Conrad Faber von Creuznach)

Johann von Glauburg (* 9. Juni 1503 in Frankfurt am Main; † 22. Oktober 1571 ebenda) war ein Frankfurter Ratsherr, Diplomat und Förderer der Reformation. Er hatte mehrmals das Amt des Jüngeren und des Älteren Bürgermeisters inne und gilt als bedeutendster Vertreter der Patrizierfamilie Glauburg.

## Leben und Werk
Glauburg war ein Sohn des Frankfurter Schöffen und Justitiars Dr. Johann von Glauburg zu Lichtenstein und seiner Ehefrau Margarethe geb. Hörngin von Ernstkirchen. Als sein Vater starb, übernahm Hamman von Holzhausen die Vormundschaft über Johann und schickte ihn gemeinsam mit seinem Sohn Justinian von Holzhausen zum Studium bei Martin Luther in Wittenberg. Johann und Justinian blieben ihr Leben lang enge Freunde.
1526 heiratete der nach Frankfurt zurückgekehrte Glauburg Anne Knoblauch (1503–1567). 1527 wurde er in den Rat aufgenommen, 1532 auch als Schöffe.
Glauburg wurde fünfmal zum Älteren Bürgermeister gewählt: 1537, 1542, 1547, 1552 und 1563. Zusammen mit Justinian von Holzhausen gehört er zu den bedeutendsten Frankfurter Politikern des 16. Jahrhunderts. Er verhandelte 1536 den Beitritt der Stadt zum Schmalkaldischen Bund und vertrat Frankfurt auf mehreren Reichs- und Städtetagen, darunter 1541 in Regensburg. Dort erwirkte er das kaiserliche Privileg zur Ablösung der Ewigen Zinsen, die die wirtschaftliche Entwicklung Frankfurts erheblich behindert hatten. 1542 bewirkte er die Säkularisation des Weißfrauenklosters.
Besonders während seiner Amtszeiten 1547 und 1552 bewies er sein diplomatisches Geschick. Im Schmalkaldischen Krieg 1546/1547 unterwarf sich die Stadt nach Verhandlungen, die Glauburg und Holzhausen geführt hatten, den kaiserlichen Truppen. Nach dem Augsburger Interim gab sie die seit 1530 evangelisch gewordenen Kirchen, darunter den Dom St. Bartholomäus als Ort der Kaiserwahl, an die katholische Kirche zurück. Im Gegenzug für diesen Treuebeweis bestätigte Kaiser Karl V. die Privilegien der Stadt, welche die Grundlage für den Wohlstand und die politische Bedeutung der Stadt bildeten, und ließ das lutherische Bekenntnis der Bürger unangetastet.
Aufgrund ihrer Kaisertreue wurde die lutherische Stadt während des Fürstenaufstandes im Juli 1552 drei Wochen lang durch protestantische Truppen unter Führung Moritz von Sachsens belagert und durch Truppen des katholischen Kaisers unter Führung des Obersten Konrad von Hanstein erfolgreich verteidigt. Glauburg war während dieser Zeit Bürgermeister der Stadt.
Mit dem Abschluss des Passauer Vertrages endete die Belagerung. Es war die größte militärische und diplomatische Leistung der Frankfurter Geschichte. Die Stadt hatte ihr lutherisches Bekenntnis und zugleich ihre Privilegien als Messeplatz und als Wahl- und Krönungsort der Römischen Kaiser erfolgreich verteidigt. Ab 1562 wurden fast alle Kaiser in Frankfurt nicht nur gewählt, wie schon zuvor üblich, sondern auch feierlich gekrönt.
Ab 1554 ließen sich zahlreiche wegen ihres reformierten Bekenntnisses verfolgte Niederländer und Engländer in Frankfurt nieder. Es kam zu Spannungen mit der orthodoxen lutherischen Geistlichkeit unter Führung Hartmann Beyers, in denen Glauburg sich für den Ausgleich zwischen den Konfessionen einsetzte. Als Schüler Luthers und Brieffreund Johannes Calvins strebte Glauburg eine Versöhnung der beiden evangelischen Bekenntnisse an. Wenngleich er dabei erfolglos blieb, fanden die Flüchtlinge in ihm doch einen Fürsprecher, der im wirtschaftlichen Interessenkonflikt zwischen den erfolgreichen Einwanderern und den alteingesessenen Kaufleuten und Zünften vermittelte. Am 18. März 1554 stimmte der Rat der Aufnahme der Flüchtlinge in der Stadt zu und überließ ihnen die Weißfrauenkirche als Predigtstätte. Dies gilt als Gründungsdatum der Französisch-reformierten Gemeinde, deren Mitglieder ihren Bürgereid in französischer Sprache leisten durften.